# Museum de Fundatie
Museum de Fundatie è un museo di belle arti situato a Zwolle fondato nel 1958.
Oltre alla collezione permanente, il Museum de Fundatie organizza installazioni temporanee ogni tre mesi. Nel 2015 ha raggiunto i 310 000 visitatori annui.